# Sohren
Sohren là một đô thị thuộc huyện Rhein-Hunsrück bang Rheinland-Pfalz, phía tây nước Đức. Đô thị Sohren có diện tích 9,42 km², dân số thời điểm ngày 31 tháng 12 năm 2006 là 3399 người.